# Studsgård Sogn
Studsgård Sogn er et sogn i Herning Nordre Provsti (Viborg Stift).
I 1919 blev Haunstrup Kirke og i 1920 blev Studsgård Kirke indviet som filialkirker til Snejbjerg Kirke. Studsgård og Havnstrup blev så kirkedistrikter i Snejbjerg Sogn, som hørte til Hammerum Herred i Ringkøbing Amt. I 1922 blev de to kirkedistrikter udskilt som det selvstændige Studsgård-Haunstrup Sogn, der i 1958 blev delt i Studsgård Sogn og Haunstrup Sogn.
Snejbjerg sognekommune inkl. de to udskilte sogne blev ved kommunalreformen i 1970 indlemmet i Herning Kommune.
I sognet findes følgende autoriserede stednavne:
- Amtrup (bebyggelse, ejerlav)
- Bjerre (bebyggelse)
- Lille Mikkelknark (areal)
- Mombjerge (areal)
- Rørbæk (bebyggelse)
- Stormose (areal)
- Studsgård (bebyggelse, ejerlav)
- Tanderup Huse (bebyggelse)
- Tanderup Kær (areal)
- Tanderupkær (bebyggelse)
- Volsgård (bebyggelse, ejerlav)